# Ralentissement des pulsars
En astronomie, le phénomène de ralentissement des pulsars désigne l'observation d'une très lente augmentation de la période de rotation des pulsars. Ce phénomène est observé dans la quasi-totalité des pulsars isolés, les cas où il n'est pas observé étant probablement dus à des effets observationnels.

## Origine du ralentissement
Un pulsar possède un fort champ magnétique, que l'on modélise en général comme étant un dipôle magnétique. Le fait que le pulsar se manifeste par une émission régulière de signaux appelés pulses indique que l'axe magnétique du pulsar n'est pas aligné avec son axe de rotation. Le pulsar agit donc comme un dipôle tournant, dont le champ magnétique pris en un point est donc variable au cours du temps. Les lois de l'électromagnétisme indiquent qu'un dipôle tournant est source d'émission de rayonnement électromagnétique. Lors de sa rotation, le pulsar émet donc de l'énergie. Par conservation de l'énergie, l'énergie rayonnée se traduit par une perte d'énergie du pulsar, en l'occurrence une diminution de son énergie cinétique de rotation. Le moment d'inertie du pulsar étant, lui, conservé, la perte d'énergie se traduit par une diminution de sa vitesse angulaire, et donc une augmentation de sa période de rotation.

## Pulsars ne montrant pas de ralentissement
Certains pulsars isolés émettent un train de pulses dont la fréquence tend à augmenter au cours du temps. Ces pulsars sont relativement peu nombreux. Parmi ceux-ci on trouve PSR J0437-4715, PSR B2127+11A et PSR B2127+11D. Le cas de ces deux derniers pulsars est particulièrement intéressant. Situés au sein de l'amas globulaire M15, leur mesure de dispersion est plus élevée que celle des autres pulsars de cet amas. La mesure de dispersion augmentant avec le nombre d'électrons situés sur la ligne de visée, ces deux pulsars sont ceux situés le plus loin de nous, c'est-à-dire qu'ils sont à l'arrière de l'amas. Cette position est sans doute à l'origine d'un trajectoire accélérée vers le centre de l'amas, qui se traduit par une diminution graduelle de l'intervalle de temps séparant deux pulses. Observationnellement, cela se traduit par une diminution apparente de la période de rotation, mais c'est en réalité un effet purement cinématique, connu sous le nom générique d'effet Shklovski.

## Autres sources de ralentissement
La période de rotation mesurée d'un pulsar peut également diminuer pour des raisons cinématiques. Quand un pulsar est isolé et se déplace suivant un mouvement rectiligne et uniforme, la distance qui le sépare de l'observateur a une dérivée seconde positive. Dans une telle situation, l'effet Schklovski mentionné plus haut provoque une augmentation de la période de rotation du pulsar, soit en ralentissement apparent. Il peut être difficile de séparer cet effet cinématique du ralentissement intrinsèque, mais cela est faisable si l'on connait à la fois la distance du pulsar et son mouvement propre. En tout état de cause, ce ralentissement apparent est faible et souvent négligeable devant le ralentissement intrinsèque (voir l'article Effet Shklovski pour plus de détails). Par exemple, pour le pulsar PSR B1133+16, il a pu être montré que ce dernier était près de 20 fois plus grand que le ralentissement apparent.

## Cas des pulsars non isolés
Un pulsar en orbite autour d'une étoile est susceptible de lui arracher une partie de sa matière (on parle de phénomène d'accrétion). La matière ainsi arrachée à l'étoile forme en général un disque d'accrétion autour du pulsar, tournant dans le même sens que le pulsar lui-même. La matière composant ce disque est y échauffée (par viscosité) et perd de l'énergie sous forme de rayonnement électromagnétique, principalement produit sous la forme de rayons X. Cette perte d'énergie provoque une lente usure de l'orbite de cette matière, qui spirale lentement vers le pulsar. En finissant par heurter le pulsar, la matière lui confère son moment cinétique, qui provoque une accélération de sa période de rotation. Dans ce genre de processus, le ralentissement intrinsèque des pulsars est négligeable, et le pulsar voit sa vitesse de rotation augmenter. PSR J1808-3658 est le premier pulsar où ce phénomène a explicitement pu être mis en évidence. Cette phase dite de recyclage du pulsar permet de diminuer sa période de rotation jusqu'à une valeur très faible, de l'ordre de quelques millisecondes. Le pulsar ainsi recyclé devient alors un pulsar milliseconde.